# Spermacoce petraea
Spermacoce petraea là một loài thực vật có hoa trong họ Thiến thảo. Loài này được (Pires-O'Brien) Govaerts miêu tả khoa học đầu tiên năm 1996.